# Lijst van burgemeesters van Beilen
Dit is een lijst van burgemeesters van de voormalige Nederlandse gemeente Beilen in de provincie Drenthe tot 1 januari 1998 .Op deze datum werden de voormalige gemeenten Beilen, Smilde en Westerbork samengevoegd tot de nieuwe gemeente Midden-Drenthe.
| Ambtsperiode | Naam burgemeester                            | Partij of stroming | Bijzonderheden                                    |
| ------------ | -------------------------------------------- | ------------------ | ------------------------------------------------- |
| 1811-1822    | T. Hunze                                     |                    |                                                   |
| 1822-1826    | Andries Snoek Nijsingh                       |                    |                                                   |
| 1826-1830    | mr. Hugo Christiaan Carsten                  |                    |                                                   |
| 1830-1836    | mr. Hendrik Jan Kymmell                      |                    |                                                   |
| 1836-1845    | Teunis ten Have                              |                    |                                                   |
| 1846-1850    | Mr. Claas Lamberts Kniphorst                 |                    |                                                   |
| 1850-1852    | H. Crull                                     |                    |                                                   |
| 1852-1855    | mr. Sjuck Johannes Oosting                   |                    |                                                   |
| 1855-1861    | mr. Godert Willem baron de Vos van Steenwijk |                    |                                                   |
| 1861-1866    | C.L.C.W. Pické                               |                    |                                                   |
| 1866-1870    | Mr. Isaäc Sluis                              |                    |                                                   |
| 1870-1878    | Mr. Johannes Beckeringh van Loenen           |                    |                                                   |
| 1878-1916    | Willem Carel de Vidal de St. Germain         |                    |                                                   |
| 1916-1918    | jhr. mr. Herman de Jong van Beek en Donk     |                    |                                                   |
| 1919-1931    | J.C. Manssen                                 |                    |                                                   |
| 1931-1936    | Tiete Froentjes (1893-1936)                  |                    | in functie overleden Assen 16 juli 1936           |
| 1936         | Karel Gerrits                                |                    | waarnemend, tevens burgemeester van Smilde        |
| 1936-1942    | mr. dr. Hendrik Wytema                       |                    | in 1940 tevens waarnemend burgemeester van Meppel |
| 1943-1945    | Hendrik Cool                                 | NSB                |                                                   |
| 1945-1948    | mr. dr. Hendrik Wytema                       |                    |                                                   |
| 1948-1963    | S.G. Römelingh                               |                    |                                                   |
| 1963         | Gerard Londo                                 | PvdA               | waarnemend, tevens burgemeester van Westerbork    |
| 1964-1977    | Auke Antonie Beckeringh van Rhijn            | CHU                | werd burgemeester van Stadskanaal                 |
| 1977-1983    | Pieter de Noord                              | CHU en CDA         |                                                   |
| 1983-1997    | Hielke Nauta                                 | CDA                |                                                   |